# DFB-Pokal 2014/15
Het seizoen 2014/15 van de DFB-Pokal, het Duitse bekervoetbaltoernooi voor clubteams bij de mannen, begon op 15 augustus 2014 en eindigde op 30 mei 2015 met de finale in het Olympiastadion. De titelverdediger was FC Bayern München

## Deelname
In totaal 64 clubs waren gerechtigd deel te nemen aan deze 68e editie van dit voetbalbekertoernooi (inclusief de Tschammer-beker). Dit waren de 18 Bundesliga-clubs, de 18 clubs van de 2. Bundesliga, De eerste vier clubs van de 3. Liga, de 21 bekerwinnaars van de Landesverbände en de drie bekerfinalisten van Beieren, Neder-Saksen en Westfalen van het seizoen 2013/14.

### Deelnemende clubs
| Bundesliga Alle 18 clubs | 2. Bundesliga 18 clubs | 3. Liga 4 clubs |
| --- | --- | --- |
| FC Bayern München Borussia Dortmund FC Schalke 04 Bayer 04 Leverkusen VfL Wolfsburg Borussia Mönchengladbach 1. FSV Mainz 05 FC Augsburg TSG 1899 Hoffenheim Hannover 96 Hertha BSC Werder Bremen Eintracht Frankfurt SC Freiburg VfB Stuttgart Hamburger SV 1. FC Köln SC Paderborn 07 | 1. FC Nürnberg Eintracht Braunschweig SpVgg Greuther Fürth 1. FC Kaiserslautern Karlsruher SC Fortuna Düsseldorf TSV 1860 München FC St. Pauli 1. FC Union Berlin FC Ingolstadt 04 VfR Aalen SV Sandhausen FSV Frankfurt FC Erzgebirge Aue VfL Bochum 1. FC Heidenheim Dynamo Dresden RB Leipzig | Arminia Bielefeld Energie Cottbus SV Darmstadt 98 SV Wehen Wiesbaden |
| Landesverbände (24 teams) | | |
| | | |
| - Baden FC-Astoria Walldorf (IV) - Beieren FC Würzburger Kickers (IV) FV Illertissen (IV) - Berlijn - Brandenburg FSV Optik Rathenow (V) - Bremen Bremer SV (V) - Hamburg USC Paloma Hamburg (VI) - Hessen Kickers Offenbach (IV)                                                       | - Mecklenburg-Voor-Pommeren 1. FC Neubrandenburg 04 (V) - Midden-Rijn FC Viktoria Köln 1904 (IV) - Nederrijn MSV Duisburg (III) - Nedersaksen FT Braunschweig (V) BSV Schwarz-Weiß Rehden (IV) - Rijnland SV Eintracht Trier 05 (IV) - Saarland FC 08 Homburg (IV) - Saksen Chemnitzer FC (III)  | - Saksen-Anhalt 1. FC Magdeburg (IV) - Sleeswijk-Holstein Holstein Kiel (III) - Zuid-Baden SV Waldkirch (VI) - Zuid-West SV Alemannia Waldalgesheim (VI) - Thüringen FC Carl Zeiss Jena (IV) - Westfalen SC Preußen Münster (III) Sportfreunde Siegen (IV) - Württemberg SV Stuttgarter Kickers (III) |
| Competitieniveau tussen haakjes: III = 3. Liga • IV = Regionalliga • V = Oberliga • VI = Verbandsliga | | |

## Kalender
De kalender is als volgt:
- 1e ronde: 15-18 augustus 2014
- 2e ronde: 28-29 oktober 2014
- 3e ronde: 3/4 maart 2015
- Kwartfinale: 7/8 april 2015
- Halve finale: 28/29 april 2015
- Finale in Berlijn: 17 mei 2015

## Eerste ronde
De loting voor de eerste ronde vond plaats op 1 juni 2014
| Datum                  | Team 1                          |   | Team 2                      | Uitslag      |
| ---------------------- | ------------------------------- | - | --------------------------- | ------------ |
| 16-08-2014 15:30 uur   | FC 08 Homburg (IV)              | – | Bor. Mönchengladbach (I)    | 1-3          |
| 15-08-2014 19:00 uur   | Chemnitzer FC (III)             | – | 1. FSV Mainz 05 (I)         | 5-5 (5-4 ns) |
| 16-08-2014 15:30 uur   | FSV Optik Rathenow (V)          | – | FC St. Pauli (II)           | 1-3          |
| 17-08-2014, 16:00 uur  | Eintracht Trier (IV)            | – | SC Freiburg (I)             | 0-2          |
| 17-08-2014, 14:30 uur  | BSV Schwarz-Weiß Rehden (IV)    | – | VfR Aalen (II)              | 1-1 (3-4 ns) |
| 17-08-2014, 16:00 uur  | Preußen Münster (III)           | – | FC Bayern München (I)       | 1-4          |
| 16-08-2014 15:30 uur   | Bremer SV (V)                   | – | Eintracht Braunschweig (II) | 0-1          |
| 17-08-2014, 14:30 uur  | Holstein Kiel (III)             | – | TSV 1860 München (II)       | 1-2          |
| 15-08-2014 19:00 uur   | SV Alemannia Waldalgesheim (VI) | – | Bayer 04 Leverkusen (I)     | 0-6          |
| 18-08-2014 20:30 uur   | Dynamo Dresden (III)            | – | FC Schalke 04 (I)           |              |
| 17-08-2014, 18:30 uur  | 1. FC Magdeburg (IV)            | – | FC Augsburg (I)             | 1-0          |
| 16-08-2014 15:30 uur   | VfL Bochum (II)                 | – | VfB Stuttgart (I)           | 2-0          |
| 15-08-2014 20:00 uur   | MSV Duisburg (III)              | – | 1. FC Nürnberg (II)         | 1-0          |
| 16-08-2014 15:30 uur   | FC Viktoria Köln (IV)           | – | Hertha BSC (I)              | 2-4          |
| 16-08-2014 15:30 uur   | Stuttgarter Kickers (III)       | – | Borussia Dortmund (I)       | 1-4          |
| 17-08-2014, 14:30 uur  | FV Illertissen (IV)             | – | Werder Bremen (I)           | 2-3          |
| 16-08-2014 20:30 uur   | FC Viktoria 1889 Berlin (IV)    | – | Eintracht Frankfurt (I)     | 0-2          |
| 17-08-2014, 18:30 uur  | RB Leipzig (II)                 | – | SC Paderborn 07 (I)         | 2-1          |
| 16-08-2014 20:30 uur   | Sportfreunde Siegen (IV)        | – | FSV Frankfurt (II)          | 3-3 (3-5 ns) |
| 16-08-2014 18:00 uur   | SV Wehen Wiesbaden (III)        | – | 1. FC Kaiserslautern (II)   | 0-0 (3-5 ns) |
| 17-08-2014, 20:30 uur  | SV Darmstadt 98 (II)            | – | VfL Wolfsburg (I)           |              |
| 17-08-2014, 16:00 uur4 | Würzburger Kickers (IV)         | – | Fortuna Düsseldorf (II)     | 3-2          |
| 17-08-2014, 14:30 uur  | FC Carl Zeiss Jena (IV)         | – | FC Erzgebirge Aue (II)      | 0-1          |
| 17-08-2014, 14:30 uur  | USC Paloma Hamburg (VI)         | – | TSG 1899 Hoffenheim (I)     | 0-9          |
| 17-08-2014, 16:00 uur  | 1. FC Neubrandenburg 04 (V)     | – | Karlsruher SC (II)          | 1-3          |
| 17-08-2014, 16:00 uur  | Arminia Bielefeld (III)         | – | SV Sandhausen (II)          | 4-1          |
| 16-08-2014 15:30 uur   | FC-Astoria Walldorf (IV)        | – | Hannover 96 (I)             | 1-3          |
| 18-08-2014 18:30 uur   | 1. FC Heidenheim (II)           | – | 1. FC Union Berlin (II)     |              |
| 18-08-2014 18:30 uur   | Kickers Offenbach (IV)          | – | FC Ingolstadt 04 (II)       |              |
| 16-08-2014 15:30 uur   | FT Braunschweig (IV)            | – | 1. FC Köln (I)              | 0-4          |
| 18-08-2014 18:30 uur   | Energie Cottbus (III)           | – | Hamburger SV (I)            |              |
| 16-08-2014 15:30 uur   | SV Waldkirch (VI)               | – | SpVgg Greuther Fürth (II)   | 0-3          |

## Schema
|  | kwartfinale         | kwartfinale       |                   |       | halve finale | halve finale |  |  | finale | finale |
|  |                     |                   |                   |       |              |              |  |  |        |        |
|  |                     |                   |                   |       |              |              |  |  |        |        |
|  | 8 april 2015        |                   |                   |       |              |              |  |  |        |        |
|  |                     |                   |                   |       |              |              |  |  |        |        |
|  | Arminia Bielefeld   | 1 (5)             |                   |       |              |              |  |  |        |        |
|  | Arminia Bielefeld   | 1 (5)             | 29 april 2015     |       |              |              |  |  |        |        |
|  | Borussia M'gladbach | 1 (4)             |                   |       |              |              |  |  |        |        |
|  | Borussia M'gladbach | 1 (4)             | Arminia Bielefeld | 0     |              |              |  |  |        |        |
|  | 7 april 2015        |                   | Arminia Bielefeld | 0     |              |              |  |  |        |        |
|  |                     | VfL Wolfsburg     | 4                 |       |              |              |  |  |        |        |
|  | VfL Wolfsburg       | VfL Wolfsburg     | 4                 | 1     |              |              |  |  |        |        |
|  | VfL Wolfsburg       |                   | 30 mei 2015       | 1     |              |              |  |  |        |        |
|  | SC Freiburg         | 0                 |                   |       |              |              |  |  |        |        |
|  | SC Freiburg         | 0                 | VfL Wolfsburg     | 3     |              |              |  |  |        |        |
|  | 8 april 2015        |                   | VfL Wolfsburg     | 3     |              |              |  |  |        |        |
|  |                     | Borussia Dortmund | 1                 |       |              |              |  |  |        |        |
|  | Bayer Leverkusen    | Borussia Dortmund | 1                 | 0 (4) |              |              |  |  |        |        |
|  | Bayer Leverkusen    | 28 april 2015     |                   | 0 (4) |              |              |  |  |        |        |
|  | Bayern München      | 0 (5)             |                   |       |              |              |  |  |        |        |
|  | Bayern München      | 0 (5)             | Bayern München    | 1(0)  |              |              |  |  |        |        |
|  | 7 april 2015        |                   | Bayern München    | 1(0)  |              |              |  |  |        |        |
|  |                     | Borussia Dortmund | 1(2)              |       |              |              |  |  |        |        |
|  | Borussia Dortmund   | Borussia Dortmund | 1(2)              | 3     |              |              |  |  |        |        |
|  | Borussia Dortmund   |                   |                   | 3     |              |              |  |  |        |        |
|  | 1899 Hoffenheim     | 2                 |                   |       |              |              |  |  |        |        |
|  | 1899 Hoffenheim     | 2                 |                   |       |              |              |  |  |        |        |